# Seis días de Cleveland
Los Seis días de Cleveland fue una carrera de ciclismo en pista, de la modalidad de seis días, que se disputaba en Cleveland (Estados Unidos). Su primera edición data de 1933 y duró hasta 1958.

## Palmarés
| Año       | Ganadores                                        | Segundos                                                | Terceros                                       |
| --------- | ------------------------------------------------ | ------------------------------------------------------- | ---------------------------------------------- |
| 1933 (1)  | Reginald McNamara Norman Hill                    | Xavier Van Slembroeck Freddy Zach                       | Dave Lands Charles Winter                      |
| 1933 (2)  | Jules Audy Piet van Kempen                       | Frank Bartell Fred Ottevaire                            | Albert Crossley Charles Winter                 |
| 1934 (1)  | William Peden Freddy Zach                        | Henri Lepage Alfred Letourneur                          | Charles Ritter Bobby Thomas                    |
| 1934 (2)  | Gustav Kilian Werner Miethe Heinz Vopel          | Albert Crossley Reginald Fielding Xavier Van Slembroeck | Jimmy Walthour Charles Winter Freddy Zach      |
| 1935      | Alfred Letourneur Tino Reboli                    | William Peden Jules Audy                                | Gerard Debaets Bobby Thomas                    |
| 1936      | edición no realizada                             |                                                         |                                                |
| 1937      | Gustav Kilian Heinz Vopel                        | George Dempsey Eddie Testa                              | Fred Ottevaire Charles Winter                  |
| 1938      | Gustav Kilian Heinz Vopel                        | Albert Crossley Jimmy Walthour                          | Fred Ottevaire Henry O'Brien                   |
| 1939 (1)  | Albert Crossley Jimmy Walthour                   | Angelo De Bacco Tino Reboli                             | Cecil Yates Henry O'Brien                      |
| 1939 (2)  | Charles Bergna Archie Bollaert                   | Cesare Moretti Jr Jules Audy                            | Albert Crossley Jimmy Walthour                 |
| 1940      | Gustav Kilian Heinz Vopel                        | Charles Bergna Archie Bollaert                          | Albert Crossley Henry O'Brien                  |
| 1941      | edición no realizada                             |                                                         |                                                |
| 1942      | Charles Bergna Angelo De Bacco                   | William Anderson Douglas Peden                          | Cecil Yates Jules Audy                         |
| 1943-1946 | ediciones no realizadas                          |                                                         |                                                |
| 1947      | Francis Grauss Angelo De Bacco                   | Charles Bergna Cecil Yates                              | Émile Ignat Henri Surbatis                     |
| 1948      | edición no realizada                             |                                                         |                                                |
| 1949      | Charles Bergna Cecil Yates                       | Erwin Pesek Charly Yaccino                              | Stanley Bransgrove Ferdinand Grillo            |
| 1950-1956 | ediciones no realizadas                          |                                                         |                                                |
| 1957      | Herbert Weinrich Heinz Zoll                      | Alfred Strom John Tressider                             | Marcel Bareth Jacques Renaud                   |
| 1958 (1)  | Steve Hromjack John Tressider Edward Vandevelde  | Jan Plantaz Harm Smits Walter Willaert                  | Gino Guerrini Herbert Weinrich Fred Weltrowski |
| 1958 (2)  | John Tressider Edward Vandevelde Fred Weltrowski | Theo Intra Heinz Müller Herbert Weinrich                | Rud Jacobsson Max Jørgensen Waldon Stanberg    |